# المهدي الحاراتي
مهدي الحاراتي (بالإنجليزية: Mahdi al-Harati)‏ أو المهدي الحاراتي (من مواليد عام 1973) هو سياسي أيرلندي-ليبي والقَائد السابق لكتيبة ثوار طرابلس خلال الحرب الأهلية الليبية. كمَا كان قائدَ الأمة وهي جماعة مُسلّحة تُقاتل الحكومة السورية في الحرب الأهليّة.
قبل اندلاع الثورة ومن بعدها الحرب الأهلية في ليبيا؛ كان الحاراتي مدرسًا للغة العربية في مدينة دبلن حيثُ كان يعيش مع عائلته وَزوجته الأيرلندية.
وصفته صحيفة دي فولكس كرانت – وهي صحيفة يومية هولندية – بأنه الشخصيّة الأبرز في معركة تحرير طرابلس كما وُصفَ بأحد أهم قادة الثوار في الحرب الأهلية. فيما قالت الصنداي تايمز – وهي صحيفة بريطانية – في تقريرٍ لها أنّ المهدي ورجاله قد اقتحموا مقر إقامة القذافي السابق في باب العزيزية. عُيّنَ المهدي في وقتٍ لاحقٍ كنائب لقائدٍ مجلس طرابلس العسكري.
في 11 تشرين الأوّل/أكتوبر 2011؛ استقالَ الحاراتي من منصب نائب رئيس المجلس العسكري في طرابلس وسط توترات أمنية في العاصمة. حينها قالت صحيفة تايمز الأيرلندية نقلًا عن مساعدي الحاراتي أنّ هذا الأخير قد استقالَ «لأسباب شخصية» فيما قال مسؤولٌ كبيرٌ في المجلس الوطني الانتقالي لشبكة سي إن إن إن الاستقالة كانت بسبب «خلافات مع المجلس الوطني الانتقالي حول التخطيط لأمن طرابلس»؛ بينما قالَ فتحي الورسلي عضو المجلس العسكري في طرابلس أنّ الحاراتي سيستمر قائداً للواءِ طرابلس.
بعد تورطه في الحرب الأهلية الليبية؛ ذهب الحاراتي في «مهمة تقصي حقائق» إلى سوريا؛ وبعد مناقشات مع أعضاء من المعارضة السورية قرّر مهدي تشكيل الجماعة المسلحة لواء الأمة. بعد ستة أشهر من قيادة لواء الأمة؛ استقالَ الحاراتي في سبتمبر 2012، وسلّم قيادته إلى الجيش السوري الحر.
بحلول عام 2014؛ انتُخبَ الحاراتي كعمدةٍ لمدينة طرابلس عاصمة ليبيا. وَفي 27 فبراير/شباط 2017؛ وقعَ الحاراتي ضحية «لهجومٍ طائفي» اعتُقل فيه في مالطا مع رجلين هاجموه.

## اتهامات بالإرهاب
وُضع الحاراتي في قوائم الإرهاب لدى عددٍ من الدول العربيّة وعلى رأسها الإمارات العربية المتحدة، البحرين، المملكة العربية السعودية، مصر ودول أخرى بسببِ تهمٍ تتعلّق «بدعمِ الإرهاب» كما اتُهمَ بالانضمامِ إلى جبهة النصرة في سوريا. أُعيد الحديث عن اسمِ مهدي الحاراتي خِلال الأزمة الدبلوماسية معَ قطر حينما اتهم «الحِلف الرباعي» الدوحة بدعمِ الحاراتي ماديًا في إطارِ ما وصفوهُ «برعاية قطر للإرهاب الدولي».